# 西条町西条
西条町西条(さいじょうちょうさいじょう)とは、広島県東広島市の町名。全域で住居表示未実施である。

## 概要
JR西条駅北側の一帯を町域としている。西に西条町寺家ならびに西条東北町、東に西条町吉行、南にはJR山陽本線を挟んで西条本町ならびに西条岡町に接している。東広島市の代表駅である西条駅にほど近いエリアであるが商業施設はほとんどなく、住宅地が広がっている。
かつては山陽本線以南にも町域が広がっていたが、1965年4月1日に分離され、該当地域には住居表示が実施された。

## 沿革
- 1889年（明治22年）4月1日 - 町村制施行。賀茂郡四日市次郎丸村が単独で村制施行。大字は編成されなかった[3][4]。
- 1890年（明治23年）10月1日 - 四日市次郎丸村が単独で町制施行し、西条町となる[5][6]。
- 1939年 （昭和14年）7月1日 - 西条町が賀茂郡吉土実村、御薗宇村、下見村、寺西村を編入。旧西条町域は「西条」として新たに西条町の大字となる[5][6]。
- 1965年（昭和40年）4月1日 - 地区内の一部が岡町、本町、栄町、朝日町、上市町、御条町、大坪町として分離され、住居表示が実施される[2][5][注釈 1]
- 1974年（昭和49年）4月20日 - 西条町が周辺3町と合併し、東広島市が発足。大字としての西条は「西条町西条」として東広島市の大字となる[5][7]。

## 交通

### 鉄道
- JR山陽本線 - 西条駅

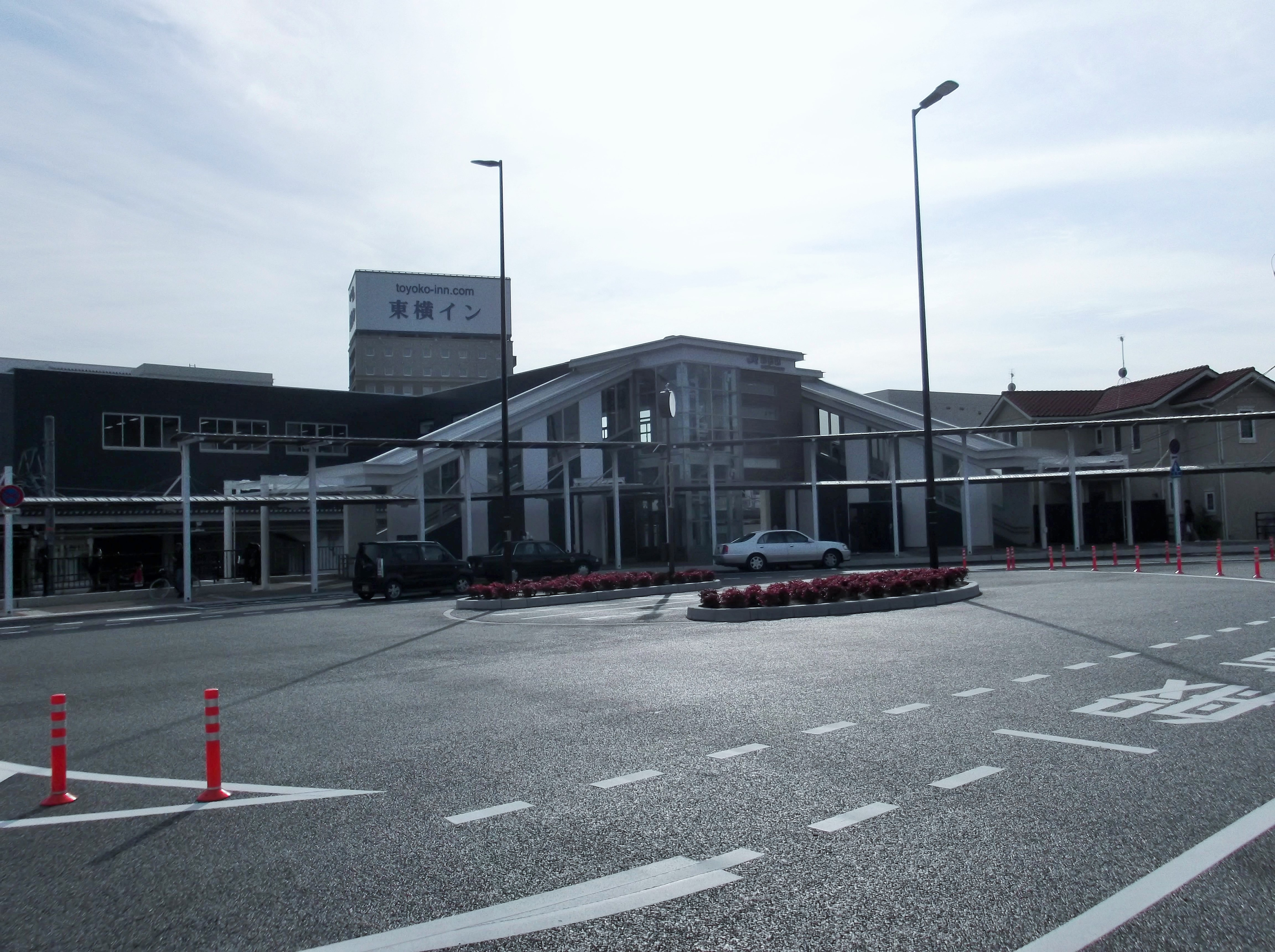
西条駅北口

正式な住所は西条本町であるが、南北自由通路の一部が町内に跨っており、利用可能である。
2015年に橋上化される以前は北側に出入口がなかったため、町内から直接の利用はできなかった。

### バス
西条駅北口ロータリーから、広島空港行きのエアポートリムジンならびに、一部の大阪と広島を結ぶ高速バスが発着する。なお、通常の路線バスは町内を運行していない。

### 道路
- 山陽自動車道 - 町内に施設はない。
- 広島県道329号飯田吉行線

## 施設
- 教善寺
- 御建神社
- 御建公園野球場 - 御建神社外苑に設置されている。
- 中国四国農政局東広島統計・情報センター
- 憩いの森公園 - オートキャンプ場付近の一部分のみ町内に位置する。

## 学区
市立小・中学校に通う場合、学区は以下のようになる。町内に学区の境界が走っているため、居住場所に応じて以下の2通りの通学先がある。
- 西条小学校→ 西条中学校
- 龍王小学校→西条中学校
- 東西条小学校→ 松賀中学校

## 面積
2020年時点での面積は0.481615851km2である。

## 世帯数・人口
2024年（令和6年）10月末時点での世帯数は572世帯、人口は1238人である。